# Amerikanische Landrasse
Die Amerikanische Landrasse (englisch: American Landrace) ist eine Fleischschweinerasse aus den Vereinigten Staaten von Amerika.

## Zuchtgeschichte
Die Amerikanische Landrasse stammt von Schweinen der Rasse Dänische Landrasse ab. In den frühen 1930er Jahren traf die Abteilung für Landwirtschaft der USA eine Vereinbarung mit dem dänischen Außenministerium über den Kauf von 24 Schweinen der Rasse Dänische Landrasse zu Forschungszwecken, mit der Bedingung, dass diese nicht kommerziell als reinrassige Tiere vermarktet werden dürften. Die Schweine wurden in der Folge mit den amerikanischen Rassen in vielen Merkmalen verglichen.
1949 erließ Dänemark den USA die Zuchtbeschränkungen. 1950 wurde die Vereinigung Amerikanische Landrasse gegründet, nachdem die Tiere mit Norwegische Landrasse- und Schwedische Landrasse-Schweinen gekreuzt worden waren.

## Charakteristika
- Farbe weiß
- mittelgroß bis groß
- langer Rüssel; schwere Hängeohren
- Körper lang
- Beborstung fein

## Quelle
- Landrace. National Swine Registry, abgerufen am 20. August 2012 (englisch).